# 皇室堡

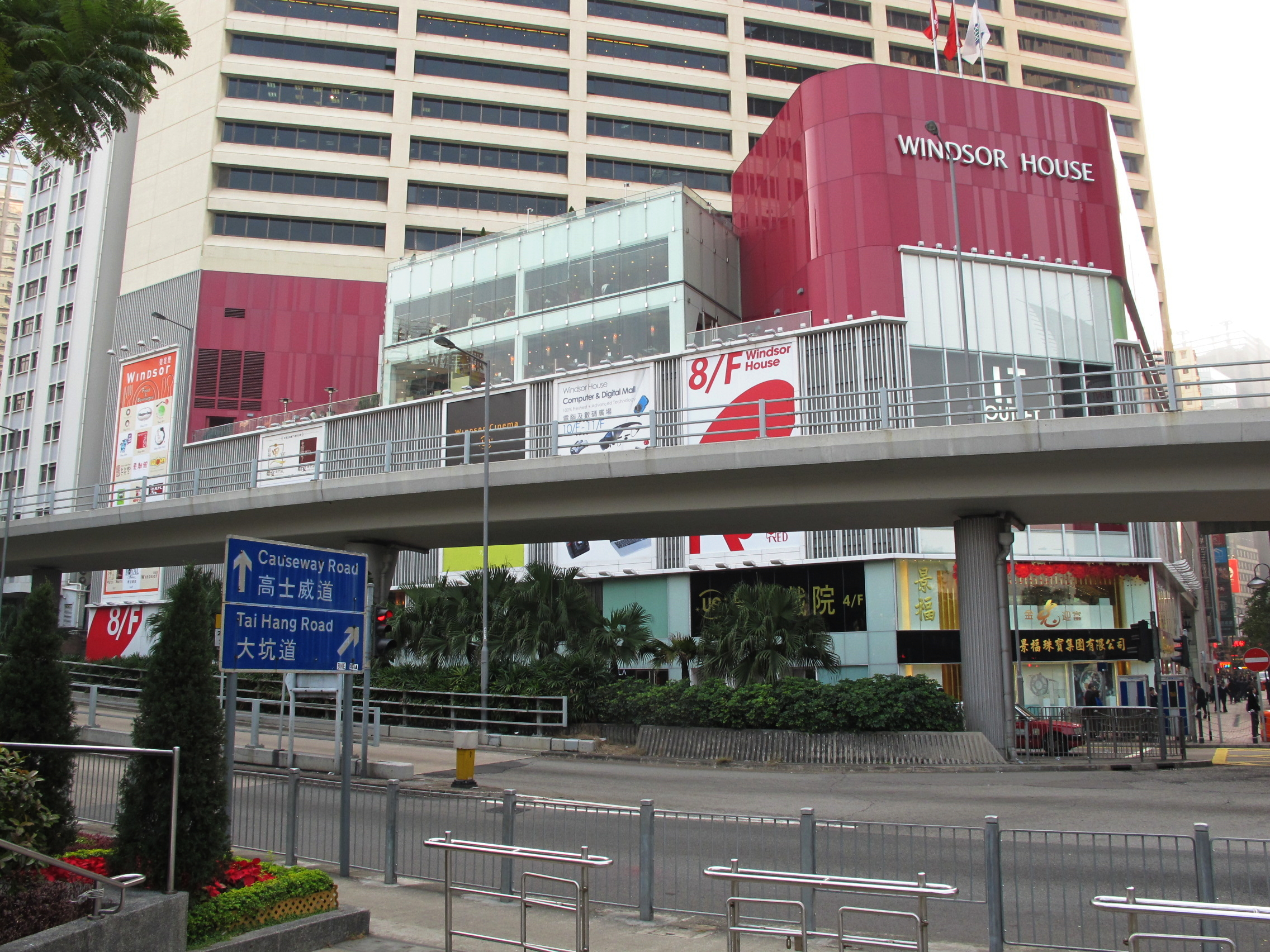
翻新後皇室堡外貌（2011年）

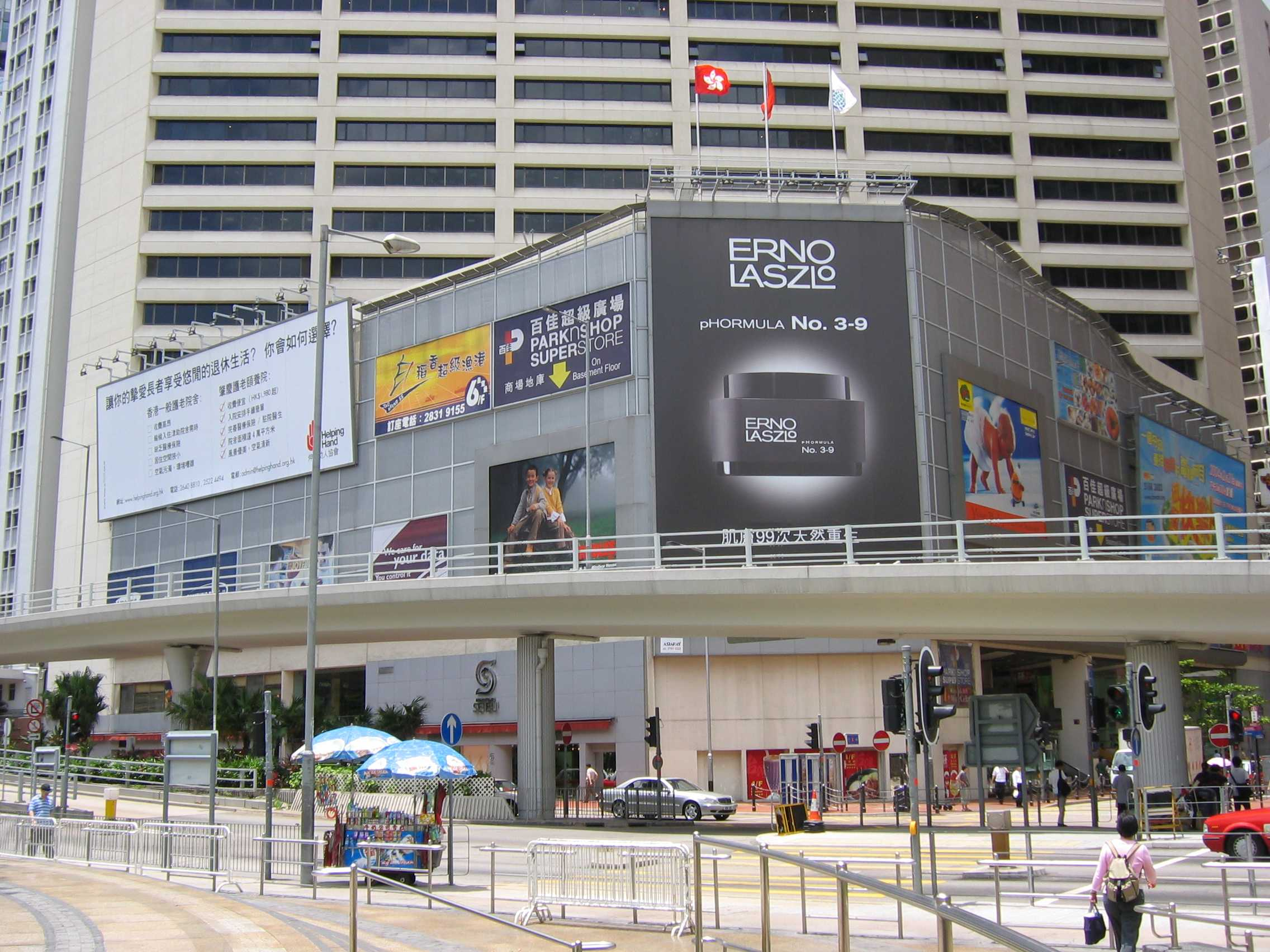
翻新前皇室堡外貌（2006年）

翻新後皇室堡入口（2017年）

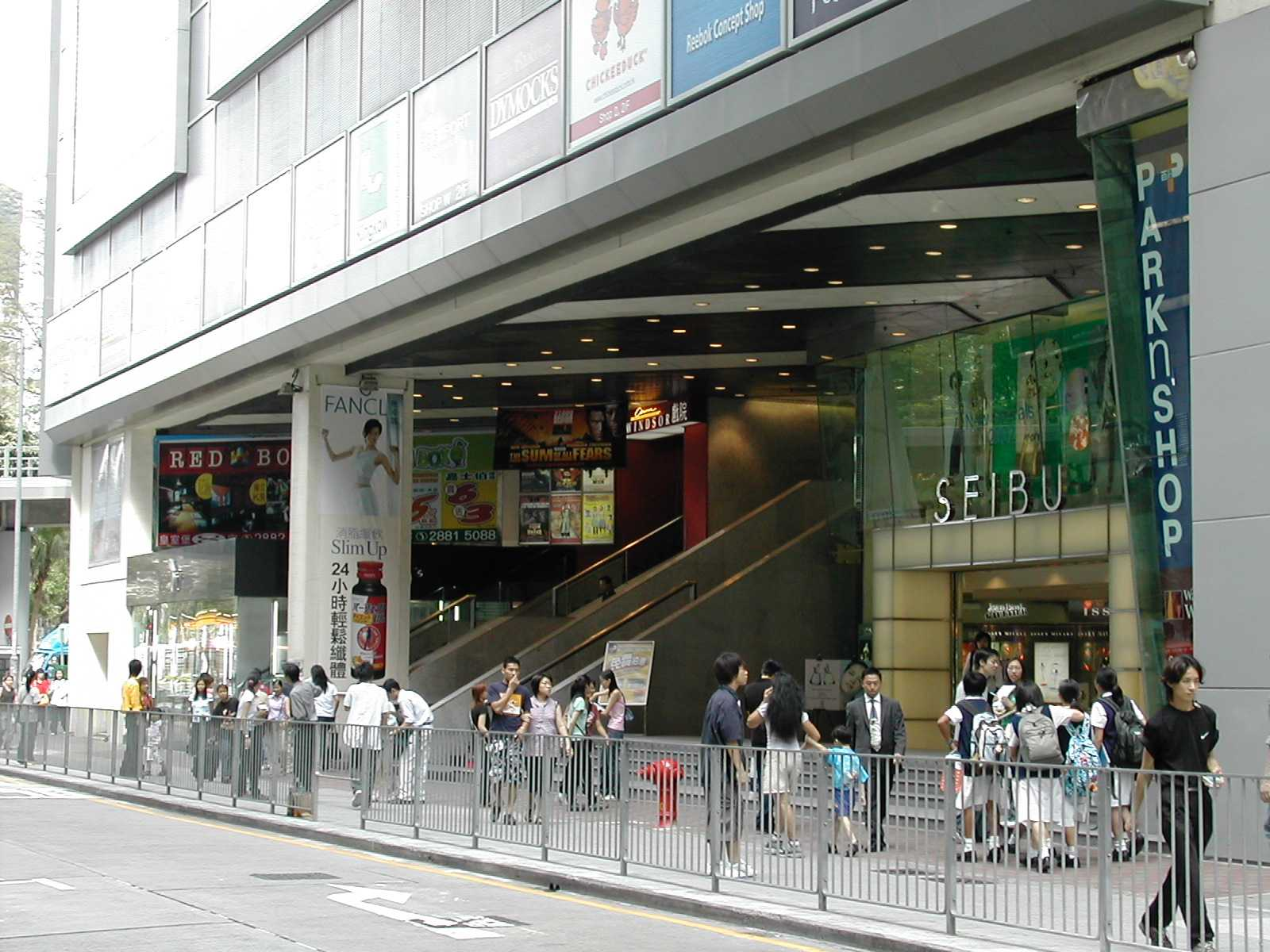
翻新前皇室堡入口（2006年）

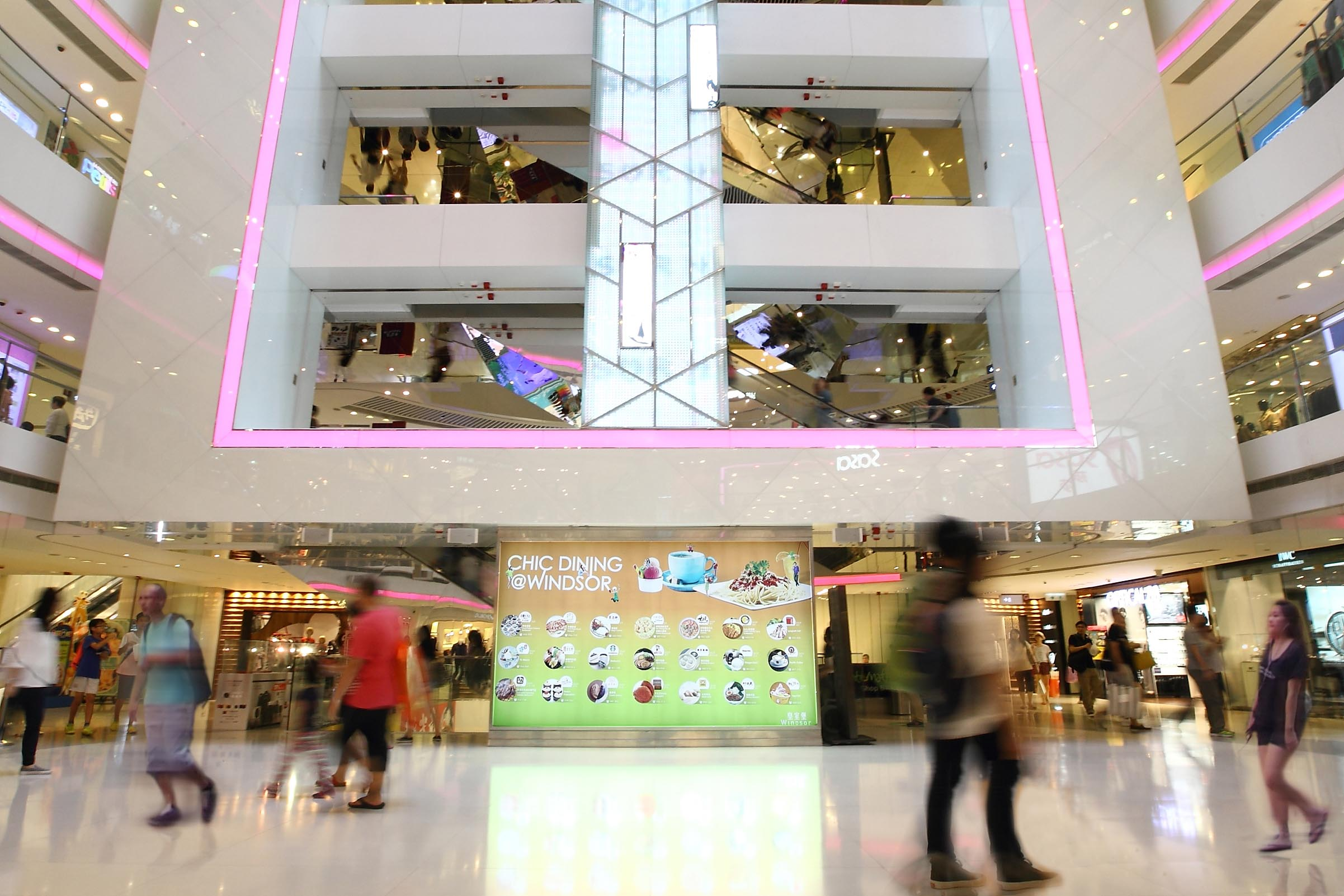
翻新後皇室堡中庭（2014年）

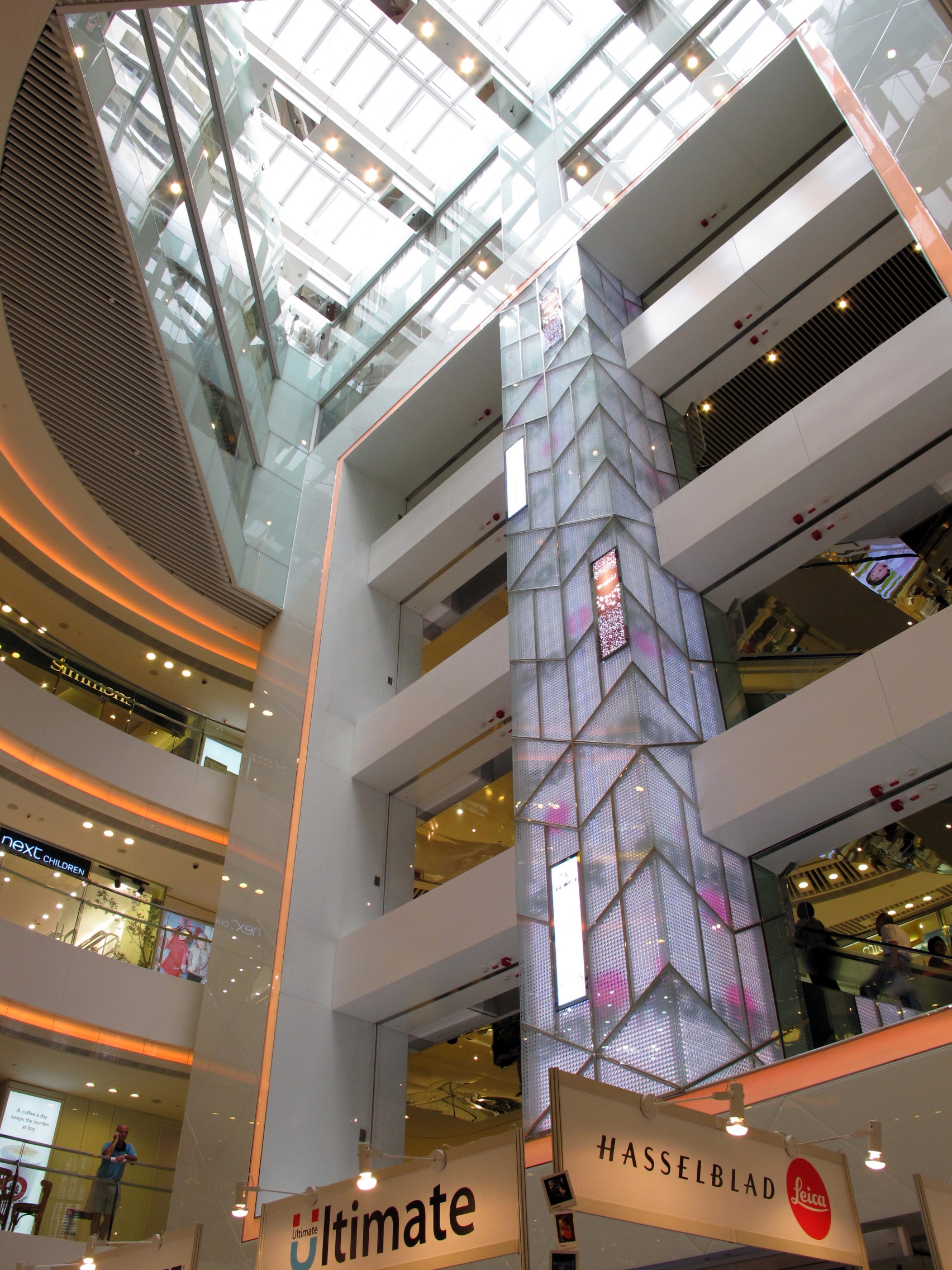
翻新後皇室堡中庭（2010年）

皇室堡（英語：Windsor House），是香港銅鑼灣區內主要購物商場之一，位於香港島銅鑼灣告士打道311號，商場落成初期由新世界發展為主要管理商，其後由華人置業於1992年購入，商場原本為300,000平方呎。自2006年至2010年期間進行大型翻新工程，總零售樓面面積擴展至410,000平方呎。
皇室堡集各式購物商店，加上交通便捷，由銅鑼灣港鐵站步行只需兩分鐘即可到達，鄰近維多利亞公園。
華人置業集團於十二月就出售其持有皇室大廈之附屬公司予劉鑾雄先生（華人置業集團之控股股東及主要股東）全資擁有之公司訂立出售協議，並於2016年9月完成出售皇室大廈之交易。華人置業集團現時為皇室堡提供物業管理。

## 商場結構
皇室堡商場樓高18層（地庫至16樓），分為低座及高座兩部份，總零售樓面面積達410,000平方呎。商場設近130間國際及本地知名品牌，包括逾20間中外食府；佔地超過80,000平方呎，集20多個童裝及玩具品牌的「兒童皇國」及1間電影院。

### 低座
地庫曾經以GU、屈臣氏、豐澤及蘇寧為主要租戶。地庫亦有多間食肆，包括HeyYO!!、麺屋武蔵及元氣壽司。到2023年4月中GU結業後，無印良品以月租50萬元租用全層，面積約2.7萬平方呎的樓面，成為港澳地區旗艦店。
地下以珠寶、鐘錶及眼鏡時裝店為主，主要租戶包括Pull & Bear、WEGO TOKYO、Viola、Twist Spirea、Marks And Spencer Food Store。食肆包括Twelve Cupcakes及曲奇薈。
一樓以個人護理及美容店為主，主要租戶包括eGG、眼鏡88、Sasa﹑Bioderma、nest﹑Wishh!及ZINO。其餘店舖包括Drex Fable時裝店、比利時鑽石中心、Mabelle珠寶店及Hallmark。食肆包括牛角及Pacific Coffee。
二樓全層特設「兒童皇國Kids Palace」，主要租戶包括Hallmark Babies、La Compagnie des Petits、Organic Baby、Next Children、並有兒童理髮店Magic Mirror Kids' Hair Salon。其餘店舖包括玩具站及 Häagen-Dazs。
三樓以時裝及時尚配飾及運動用品店為主，主要租戶包括Bauhaus Outlet、bla bla bra、允記及Walker Shop。其餘店舖包括微影、五月玩具、鴻興玩具、Samsonite、蓆夢思、愛皇健。
四樓設有多間食肆，主要提供亞洲菜為主。食肆包括和民居食屋、Yo Mama、峰壽司、甘味讚岐手打烏冬及MCL旗下Grand Windsor戲院。

### 高座
高座每層佔地17,500平方呎，10樓是電腦為主的零售店以及銅鑼灣郵政局。高座其他租戶包括5樓迎囍大酒樓及稻香超級漁港、6樓景逸軒、7樓玩具反斗城、8樓八月花（前租戶為Red MR）、9樓彩福皇宴、11樓悅榕莊及Dr. Protalk、12樓包括雅芳婷及Sea Horse等租戶、13樓M2傢俱店及EF Englishtown、14樓海南四季餐廳、15樓Habitat/Le Café Habitat PARIS 及16樓全港最大的荷花親子中心。

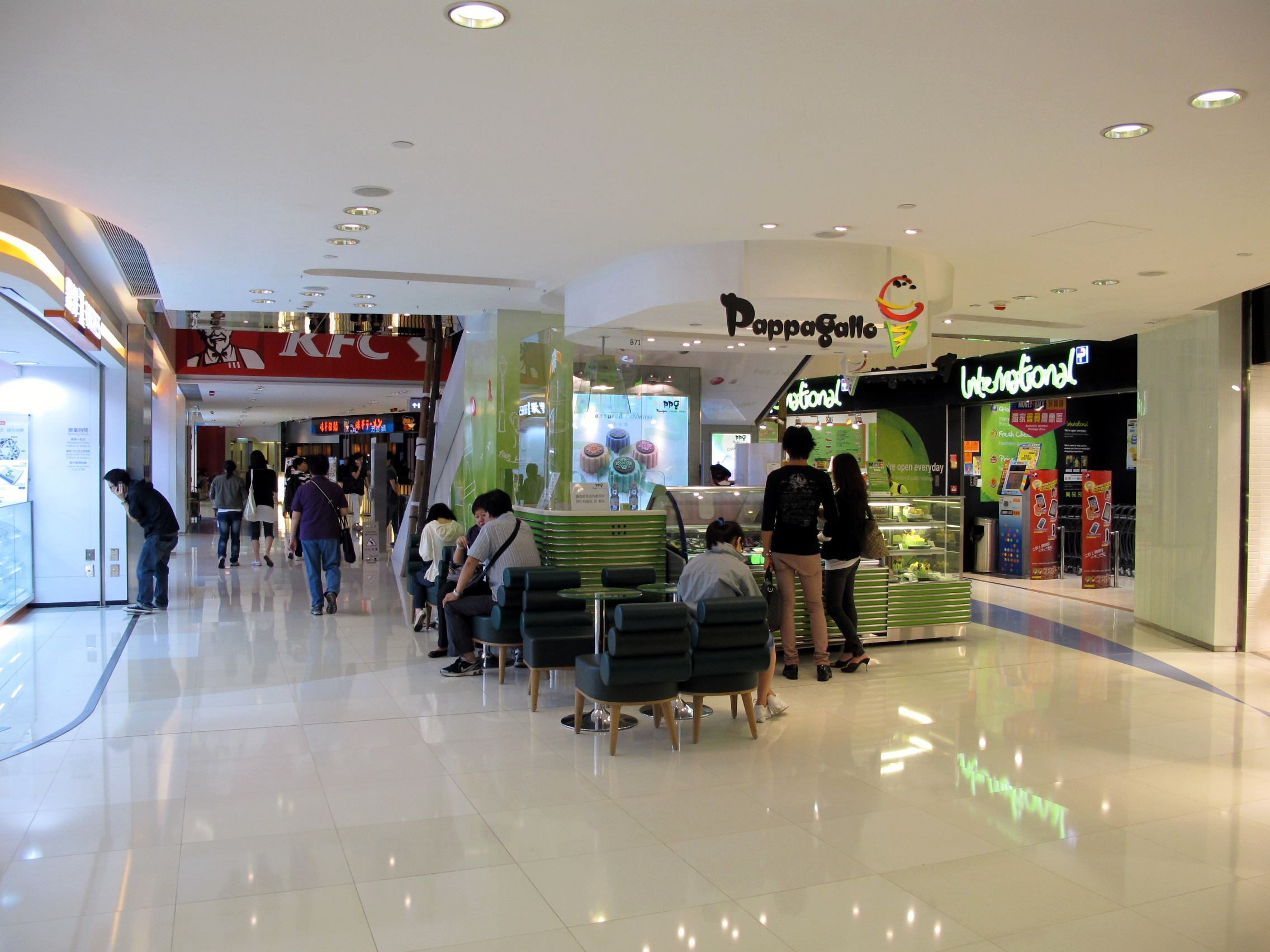
地庫商店
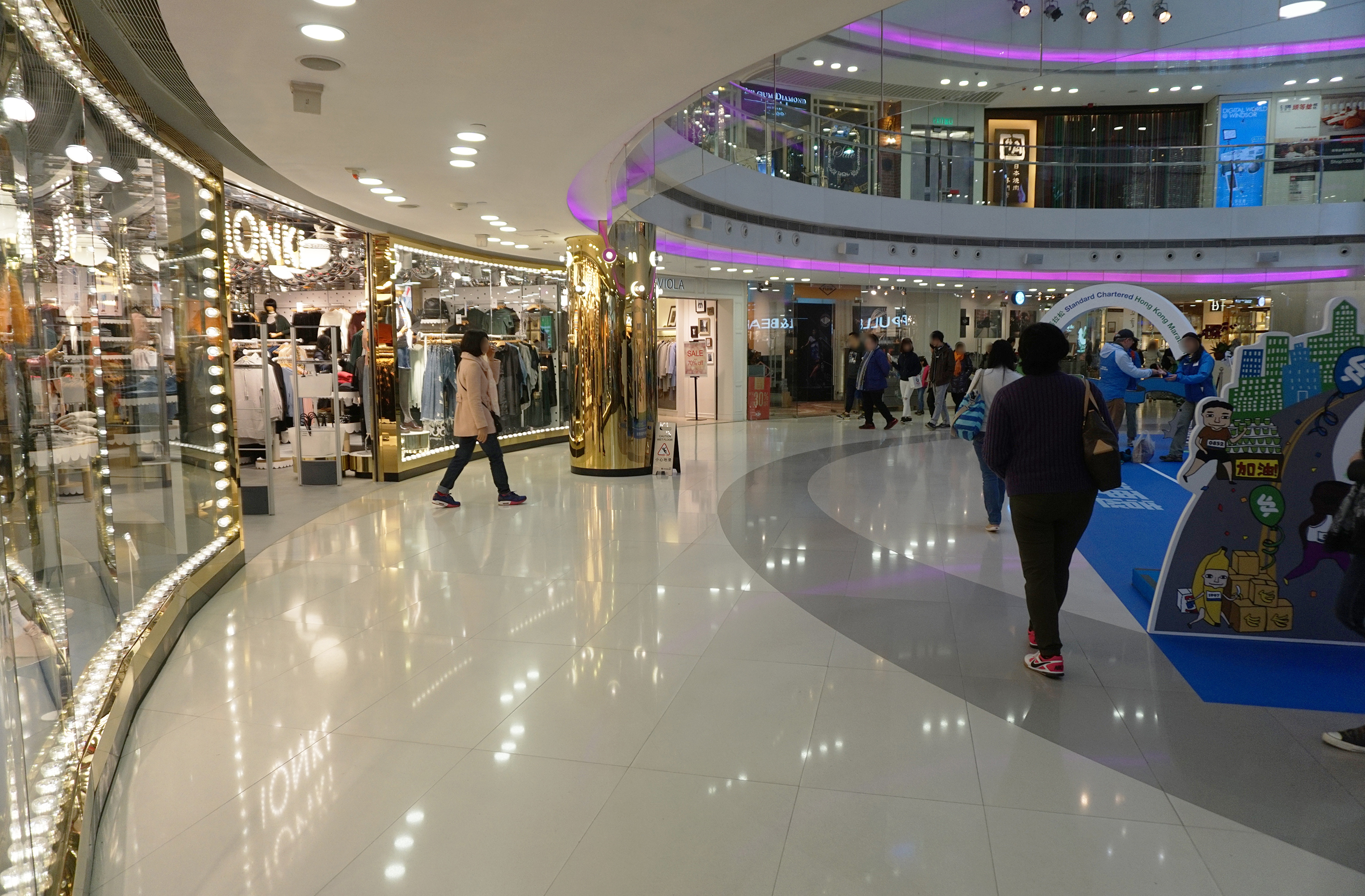
地下商店
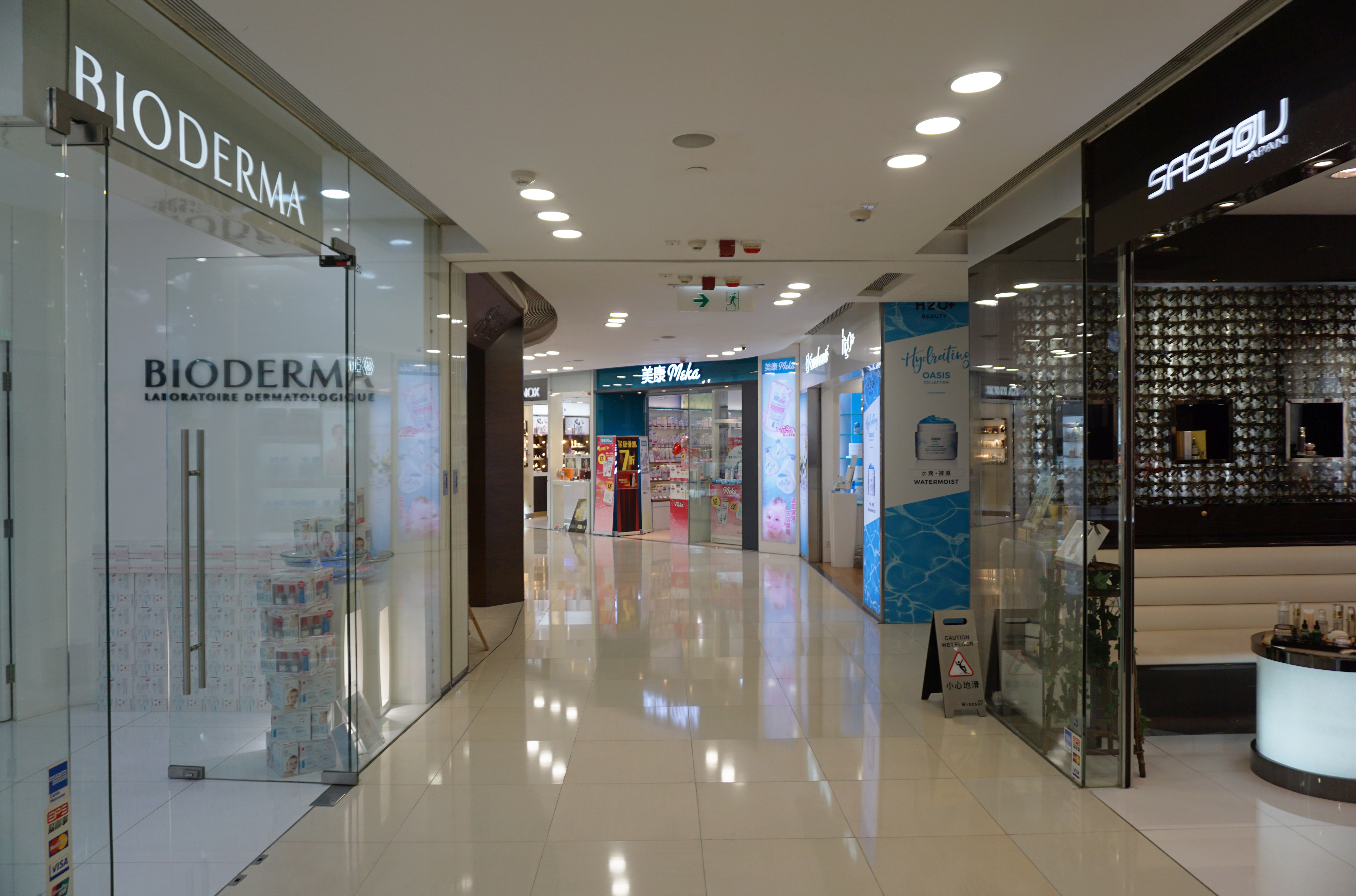
1樓商店
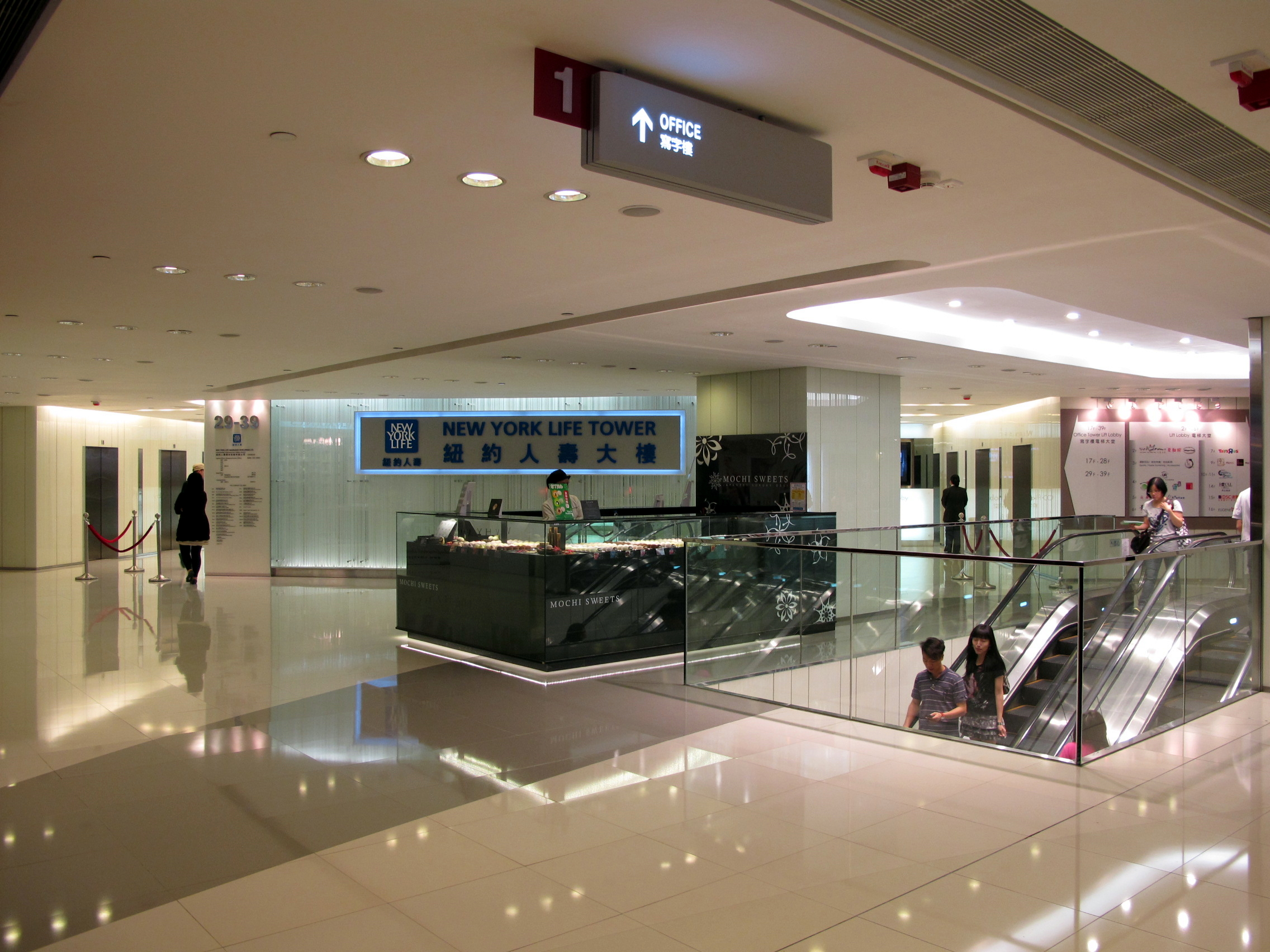
1樓紐約人壽大樓大堂
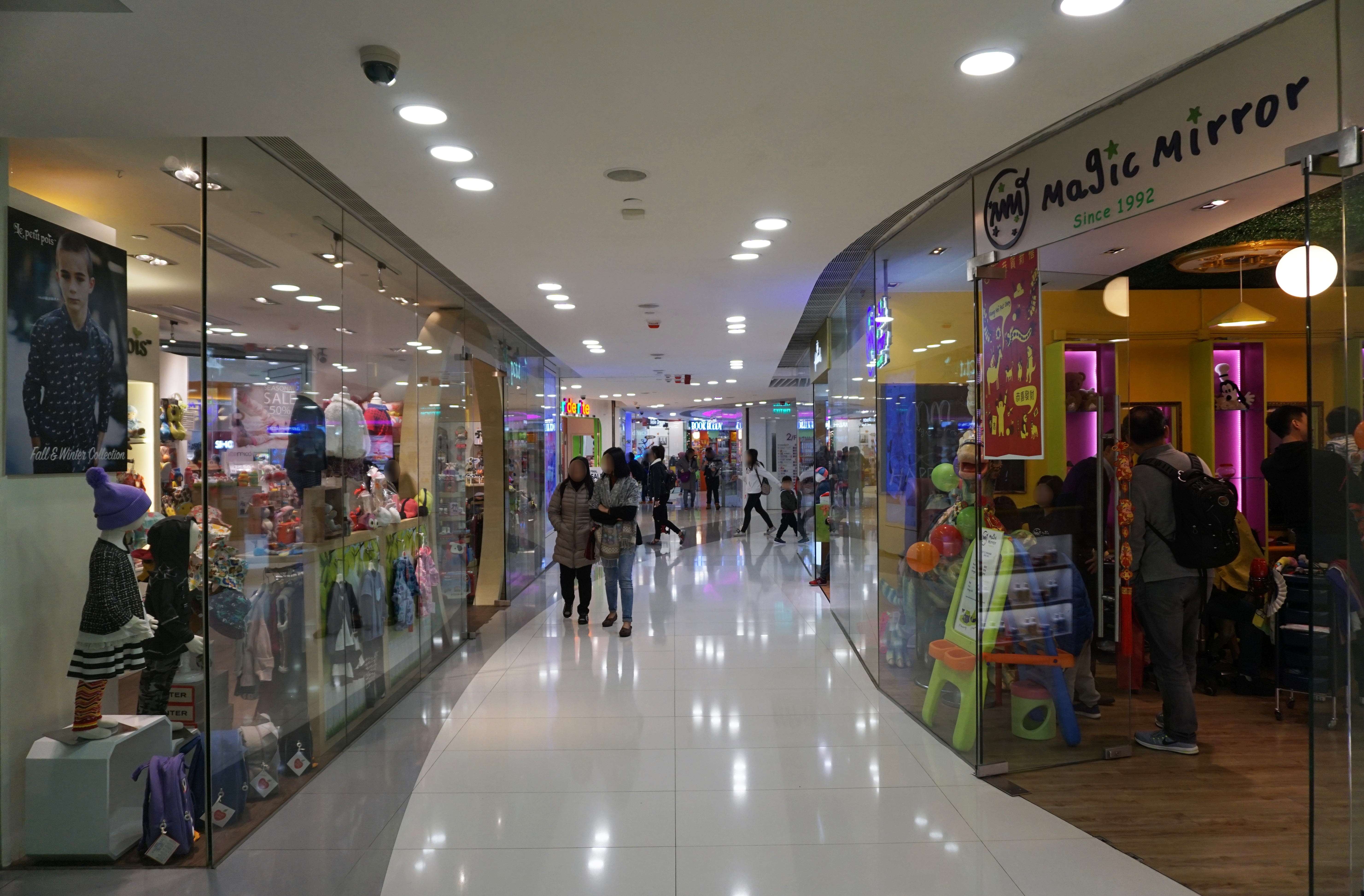
2樓商店
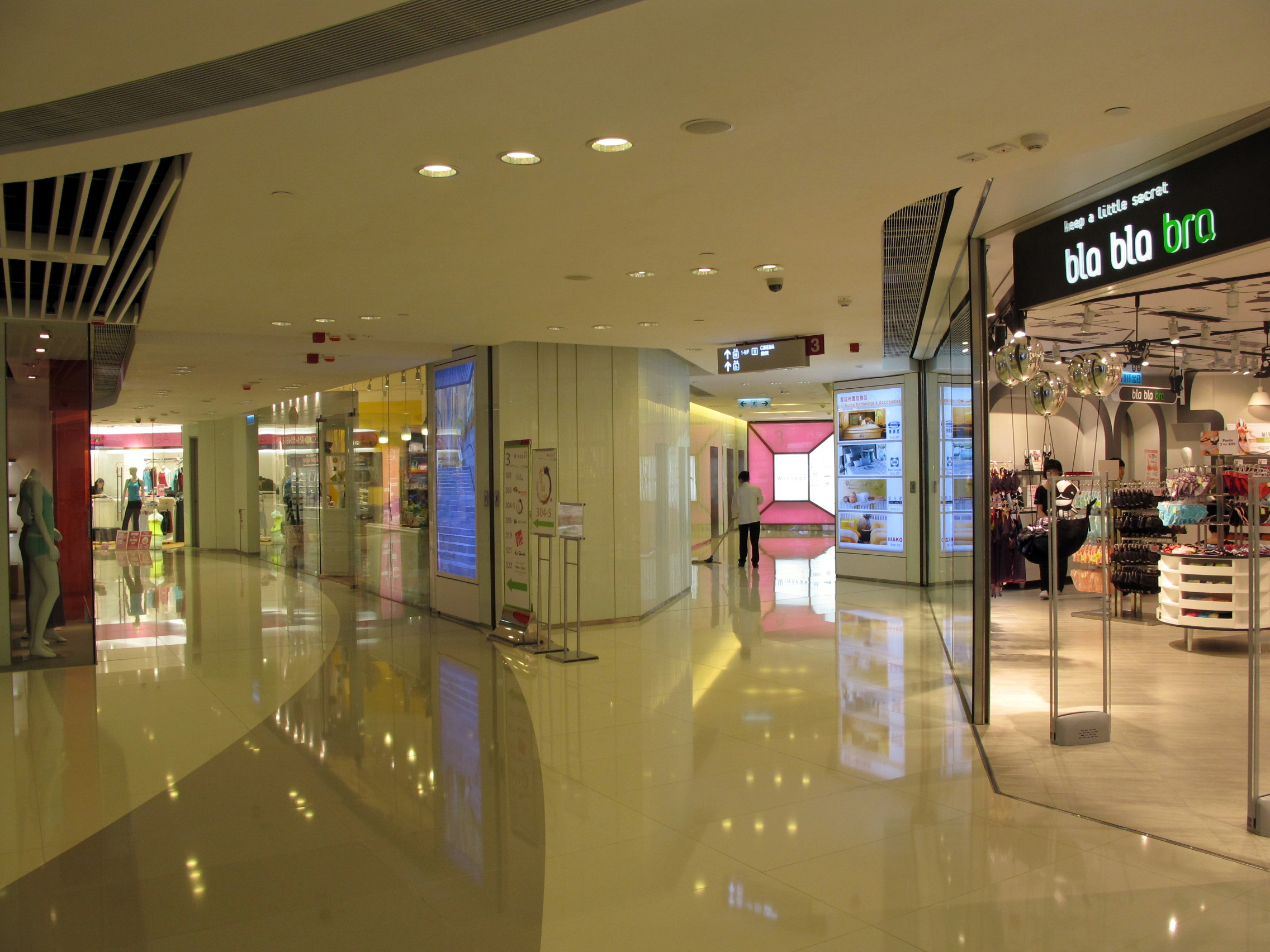
3樓商店
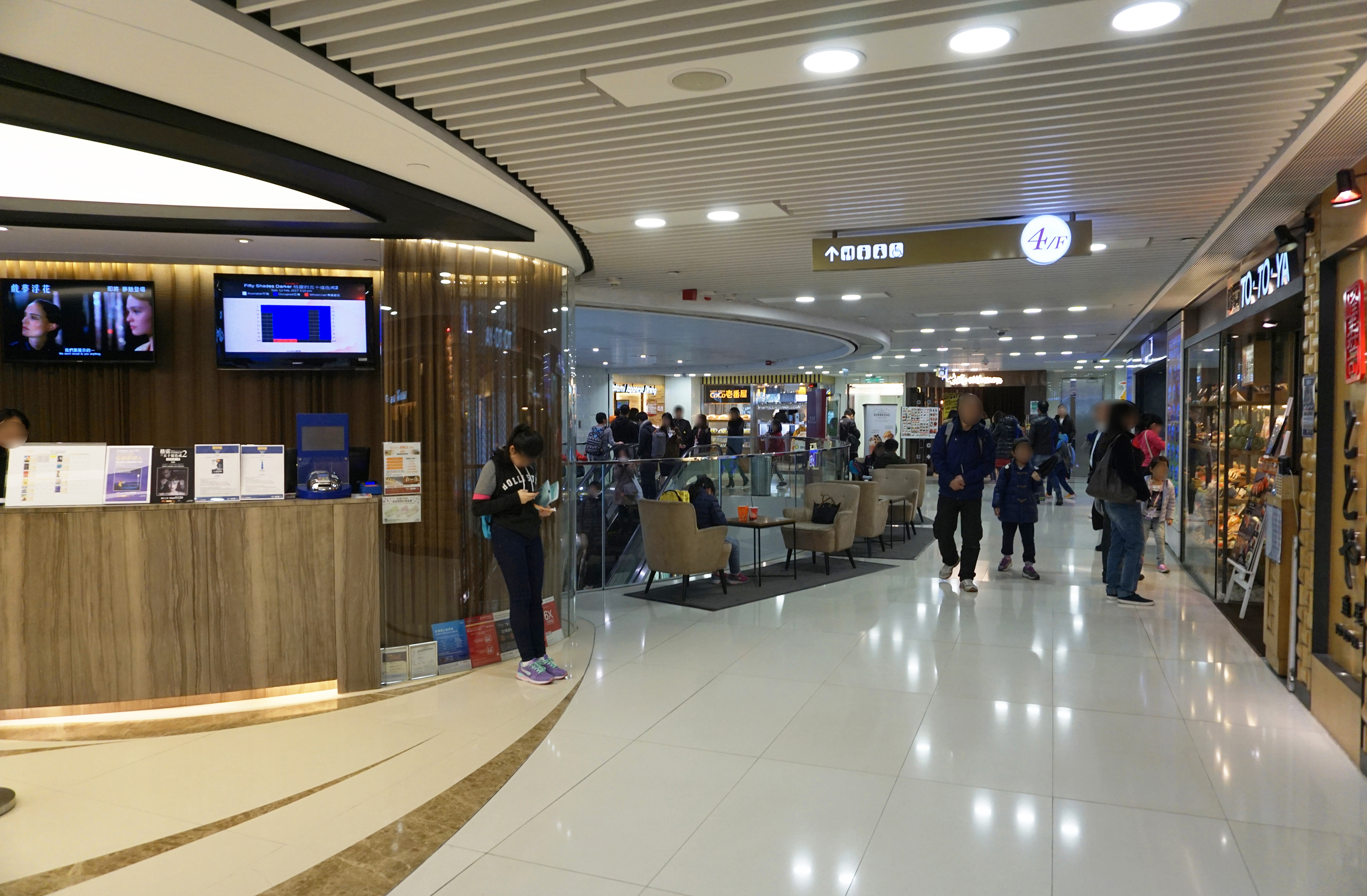
4樓皇室戲院售票處及食肆
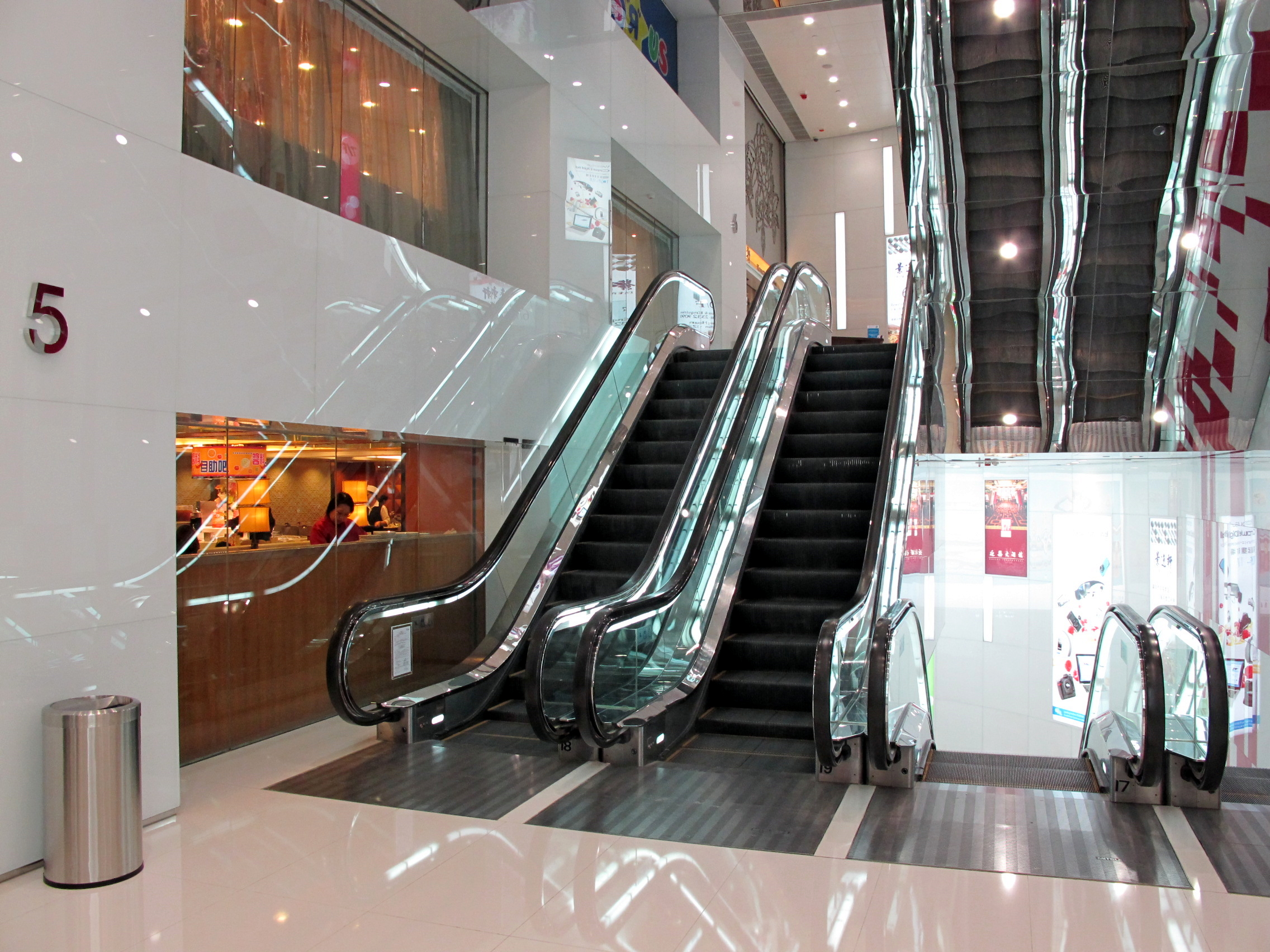
高座的扶手電梯
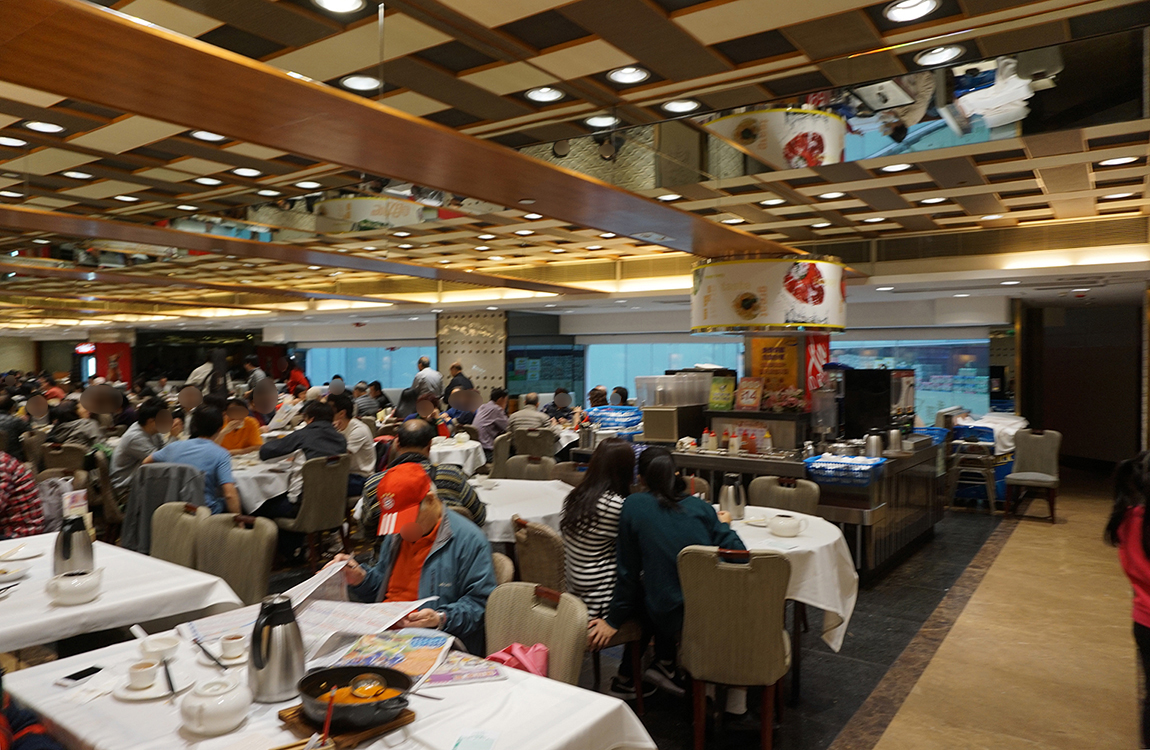
5樓迎囍大酒樓 / 稻香88超級漁港
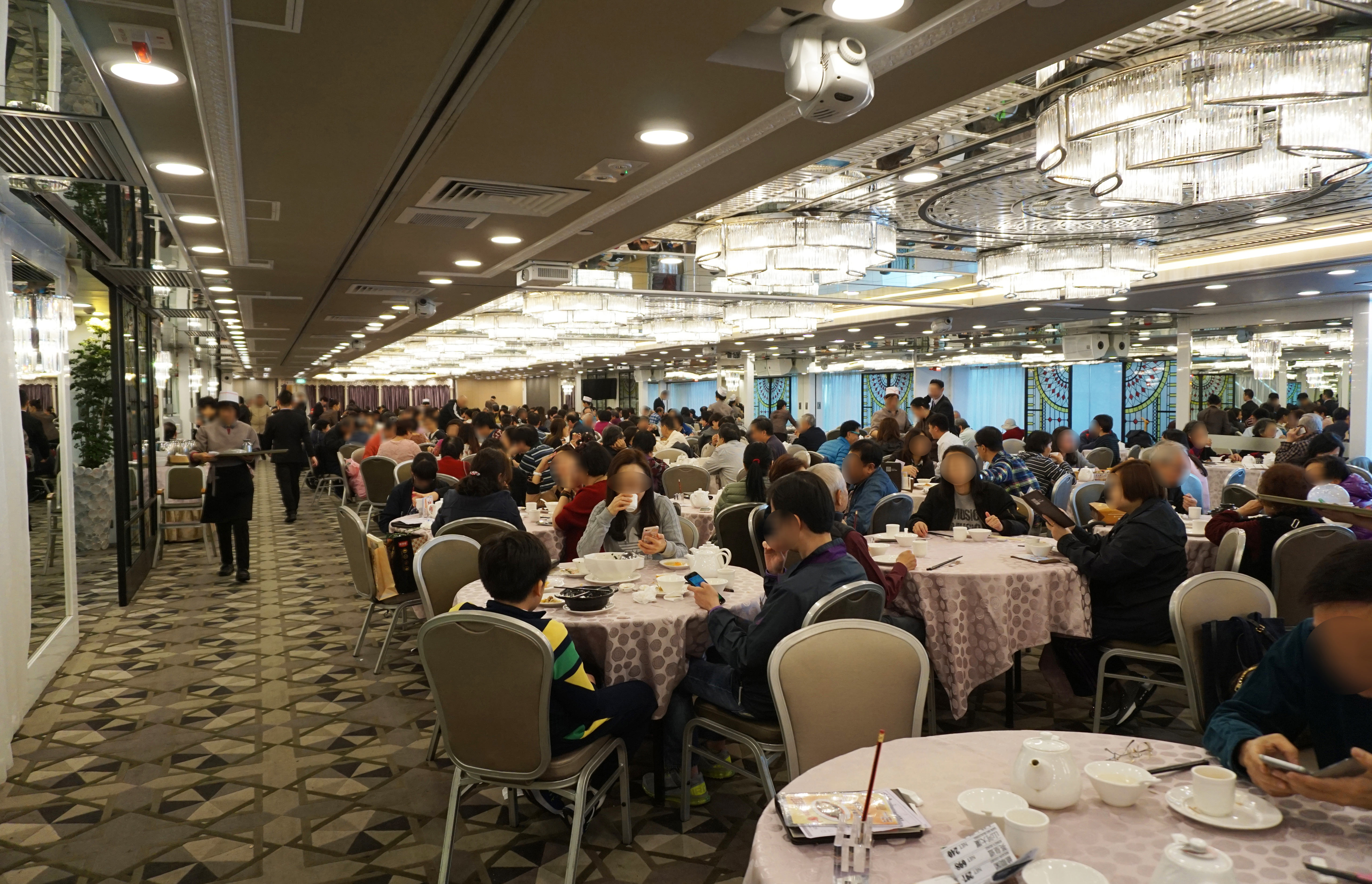
6樓景逸軒
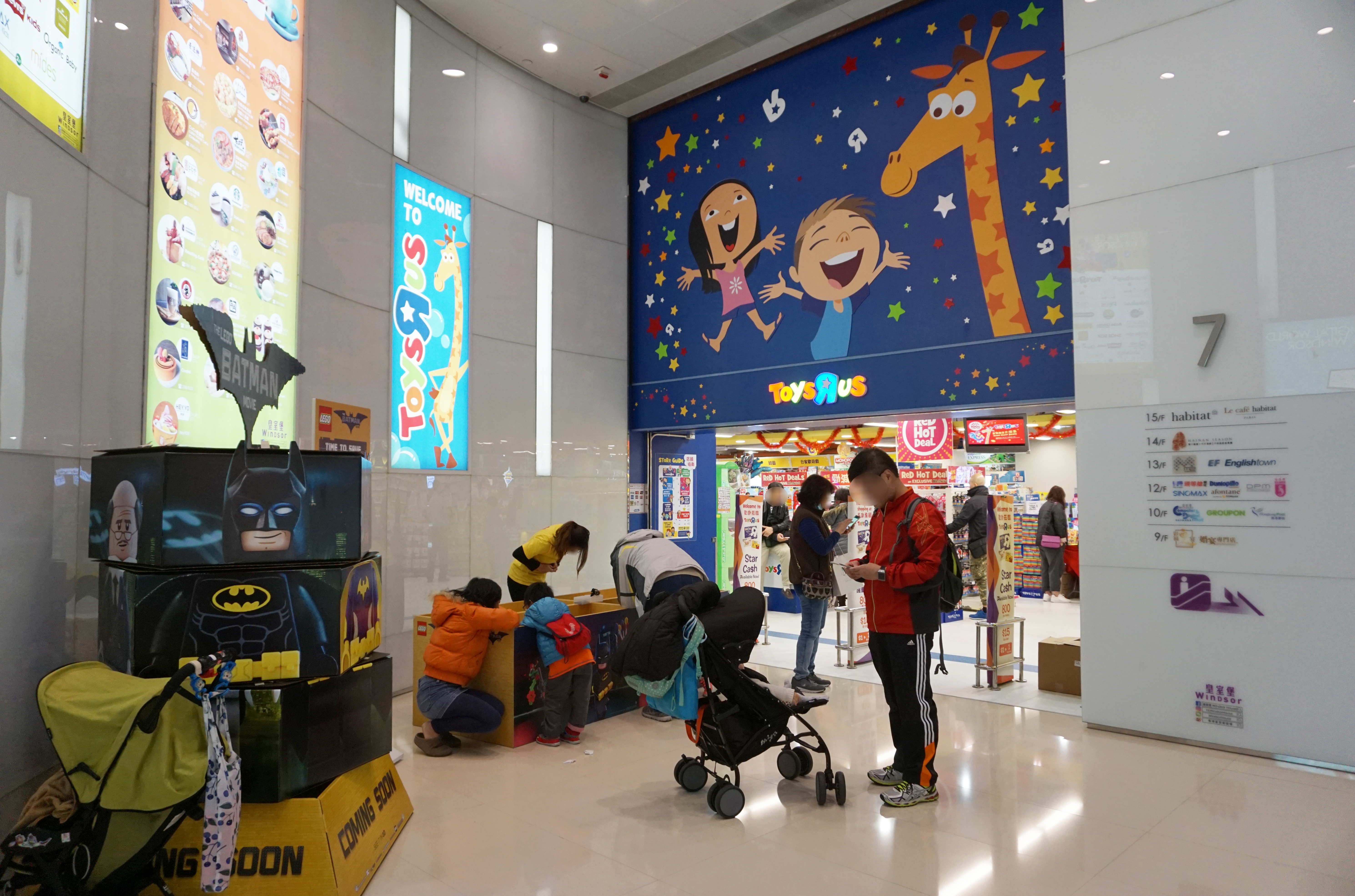
7樓玩具反斗城
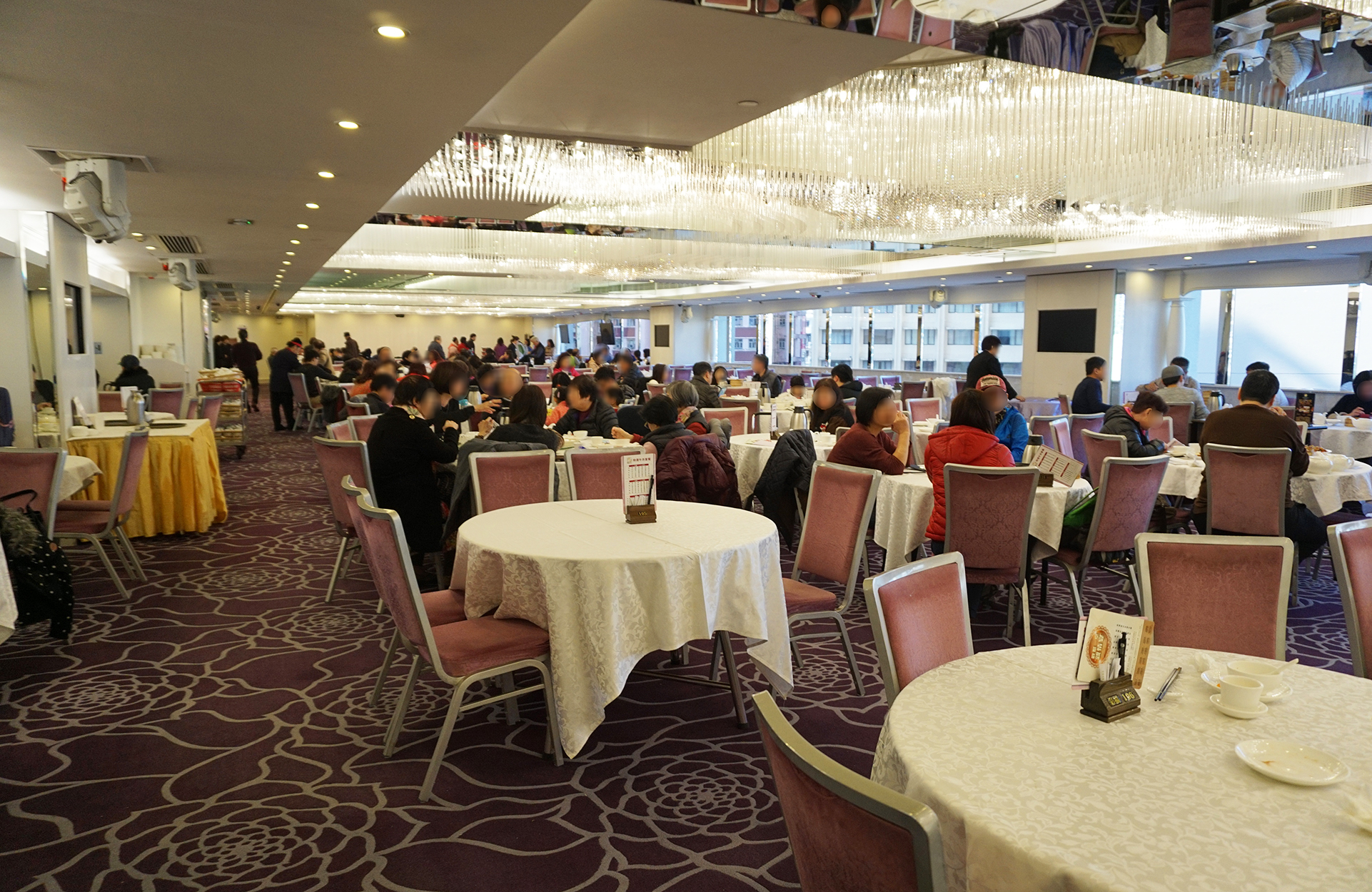
9樓彩福皇宴 / 欣宴
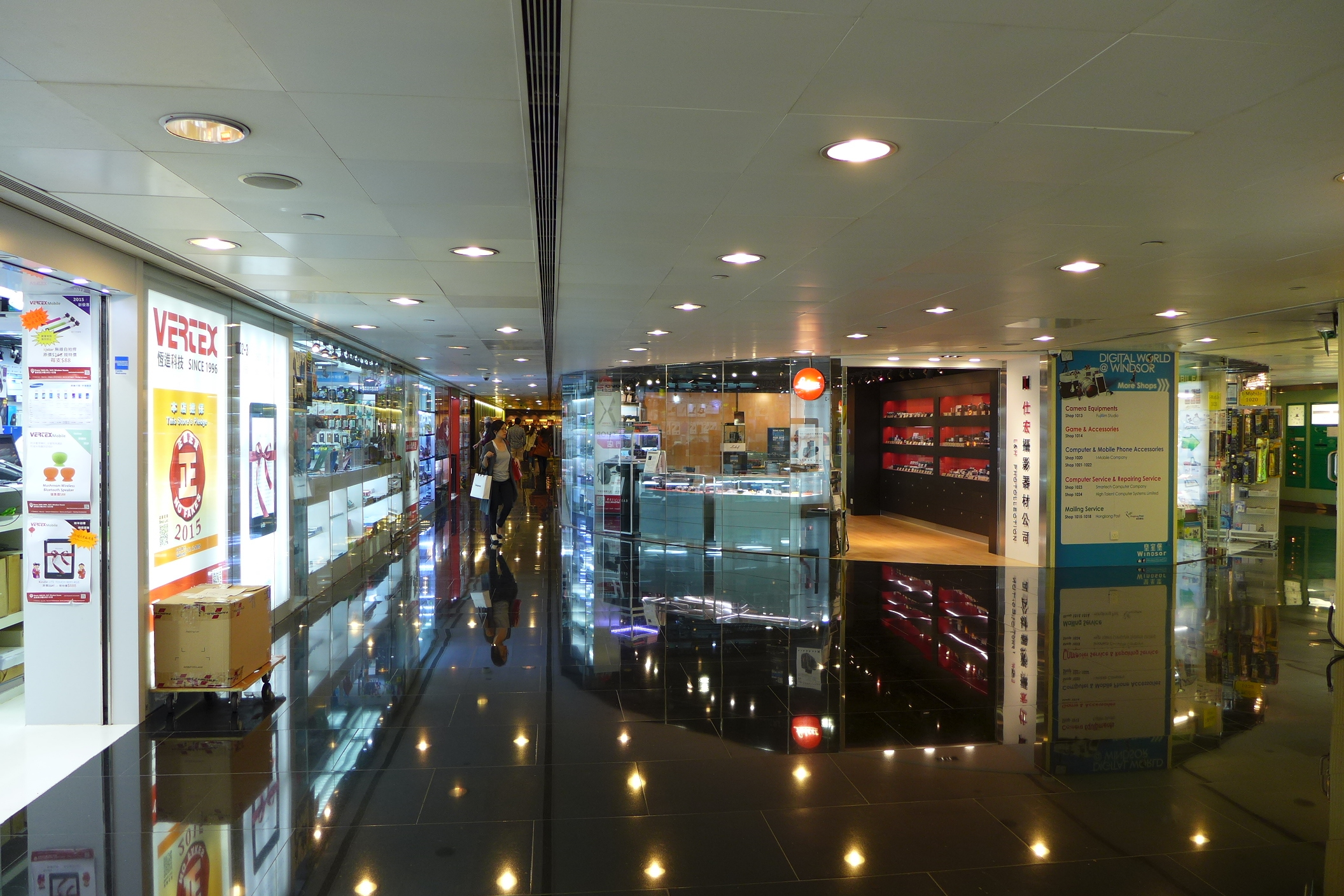
10樓電腦及數碼廣場
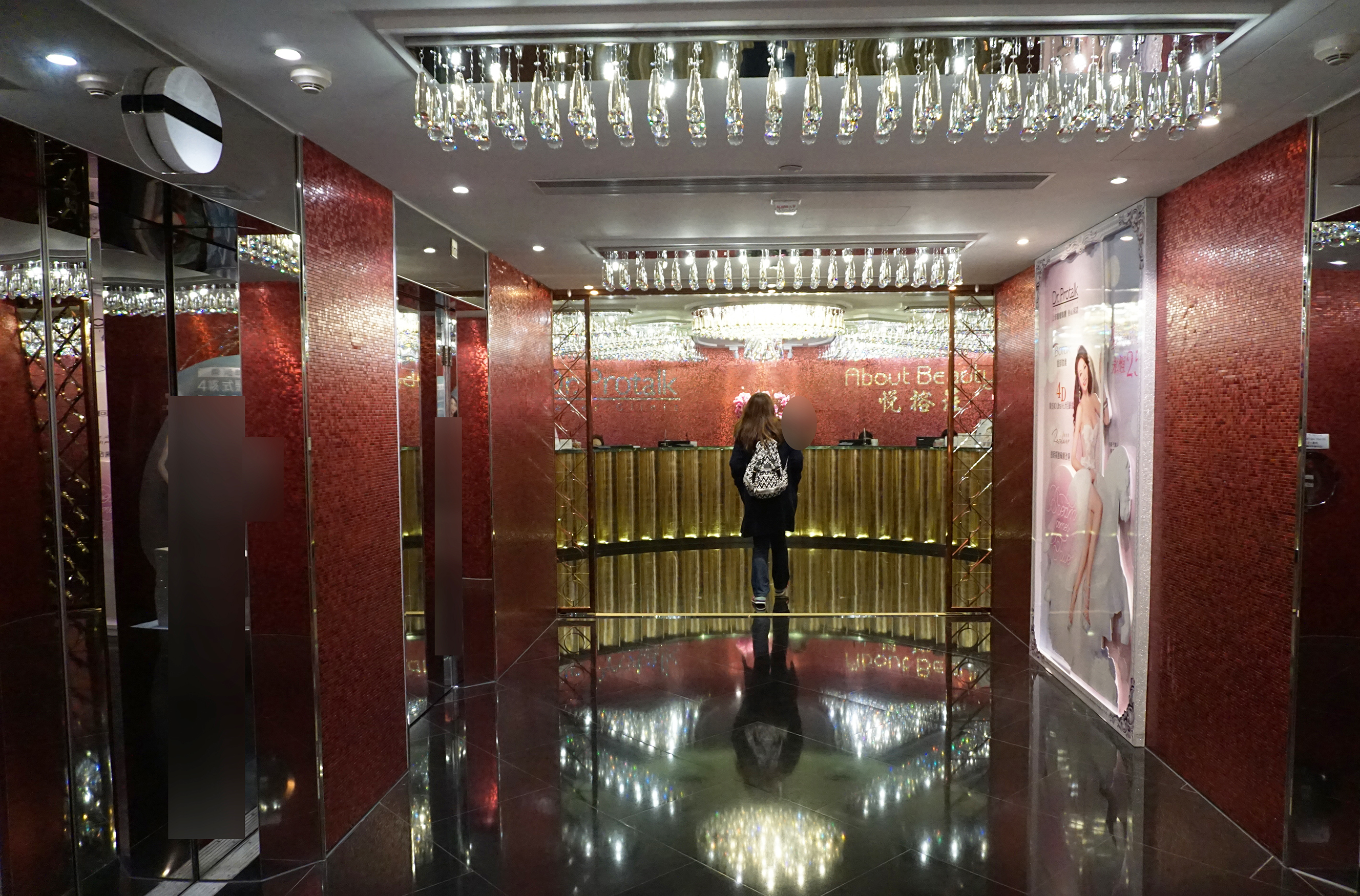
11樓悅榕莊/醫學活膚中心纖體美容店
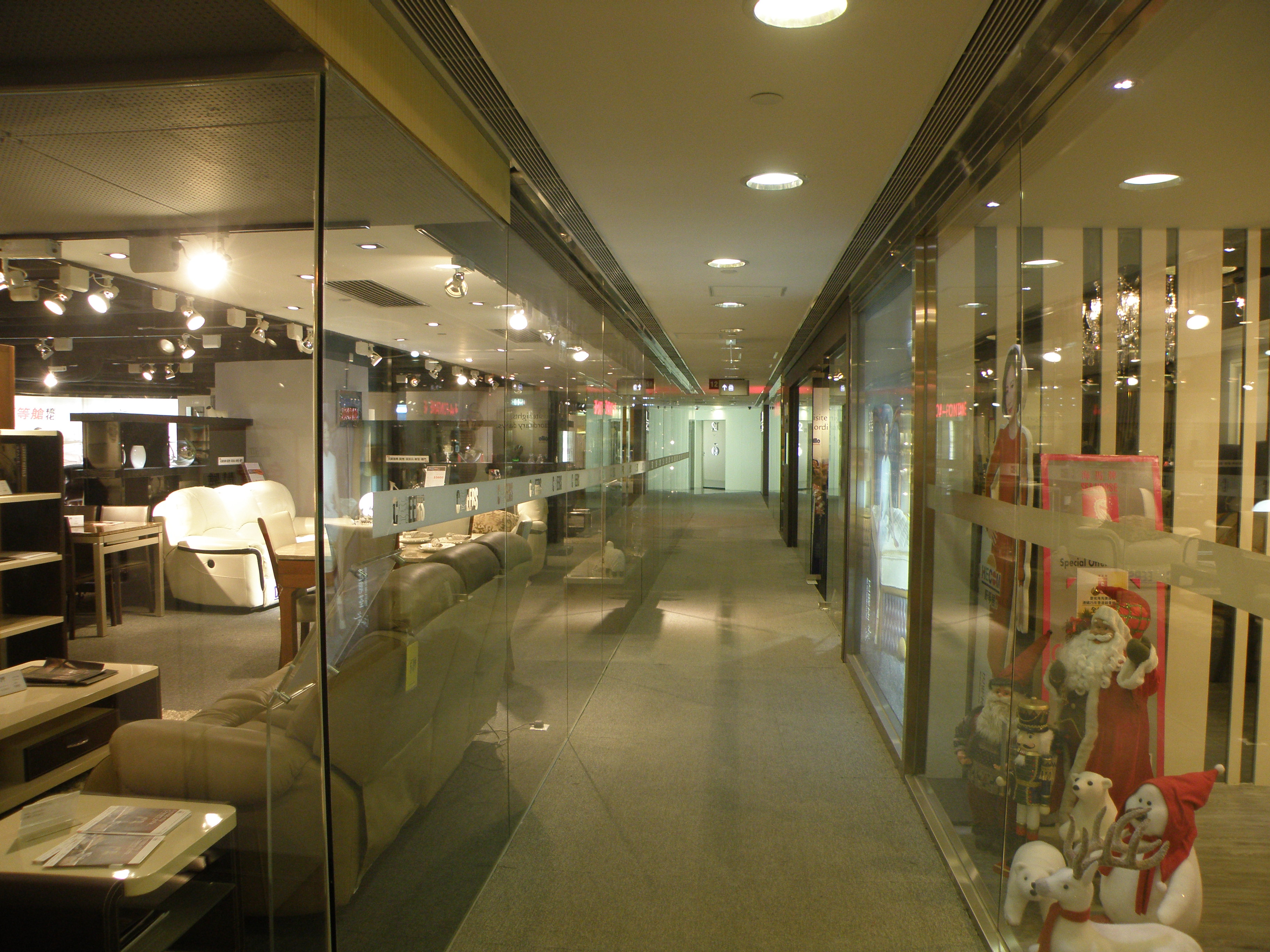
12樓床上用品店
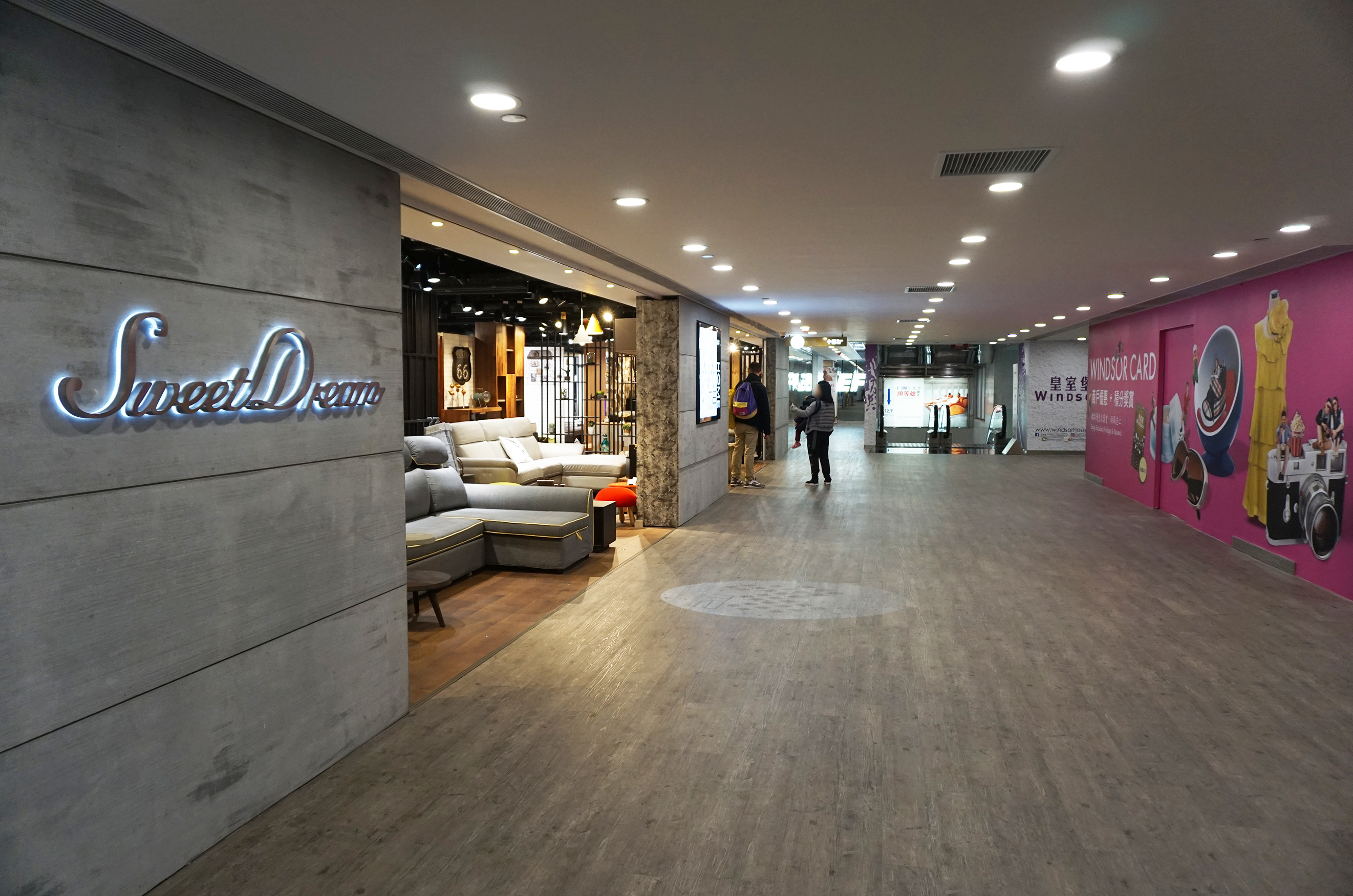
13樓傢俱店
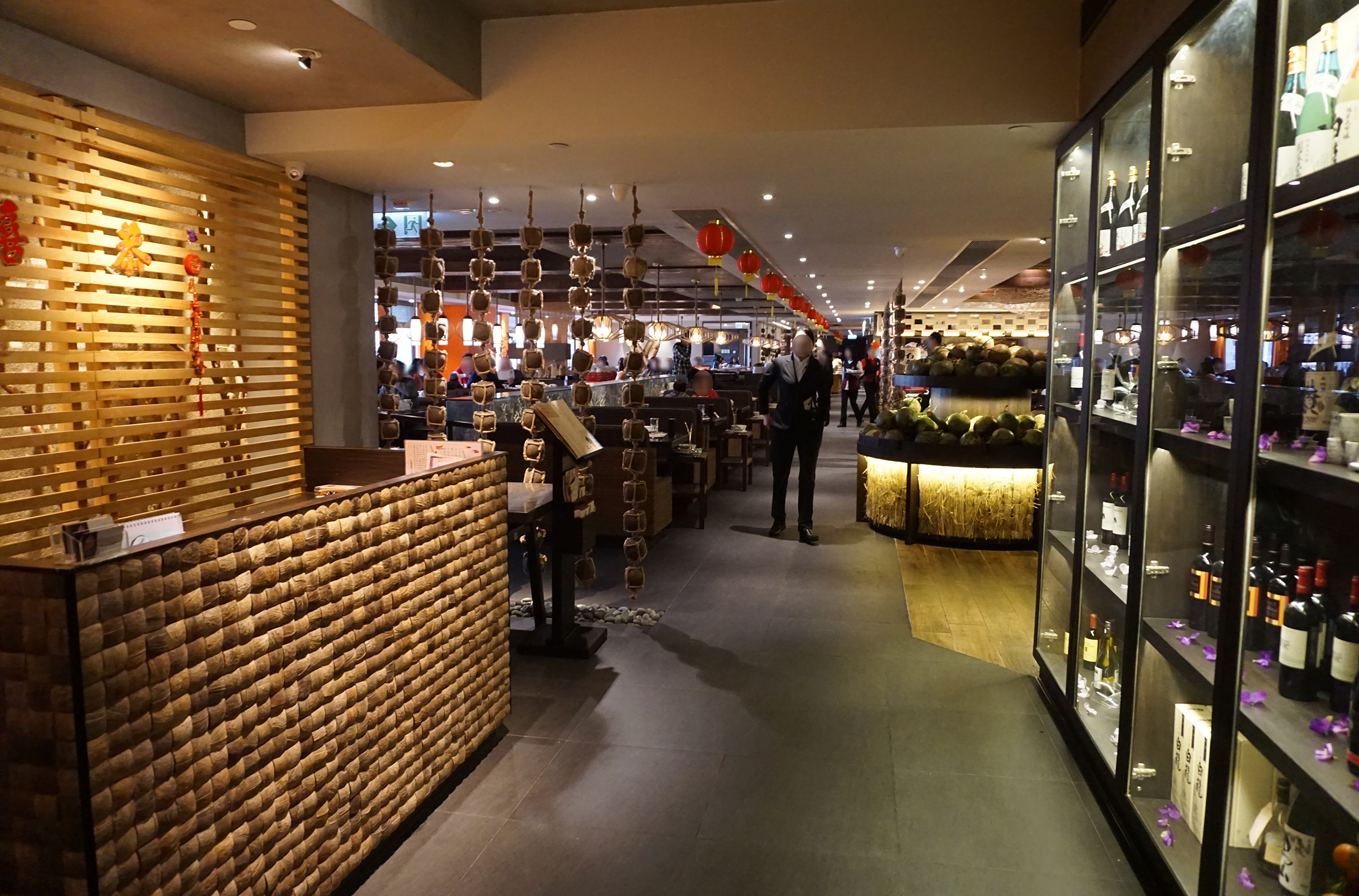
14樓海南四季餐廳
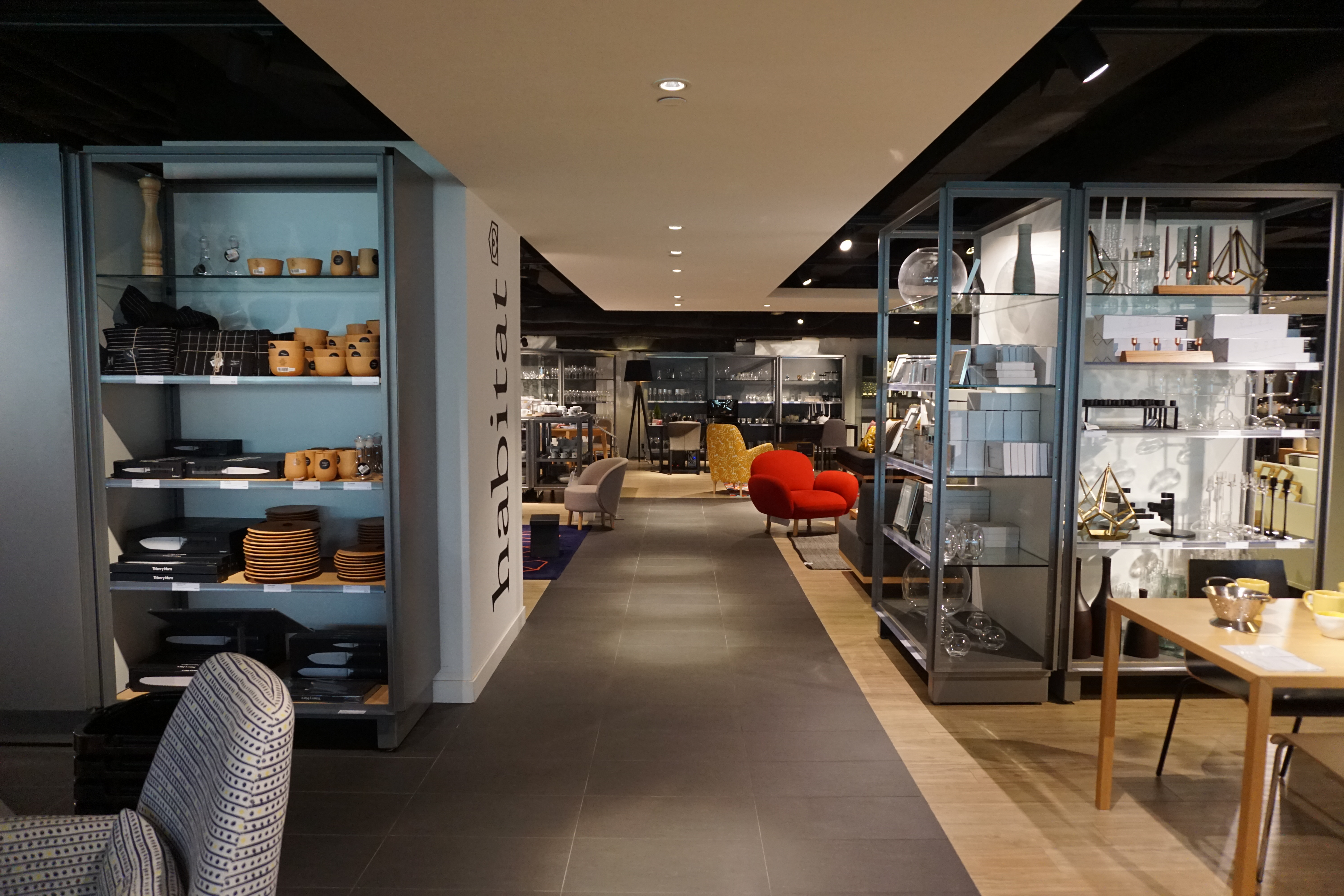
15樓高級家品店Habitat
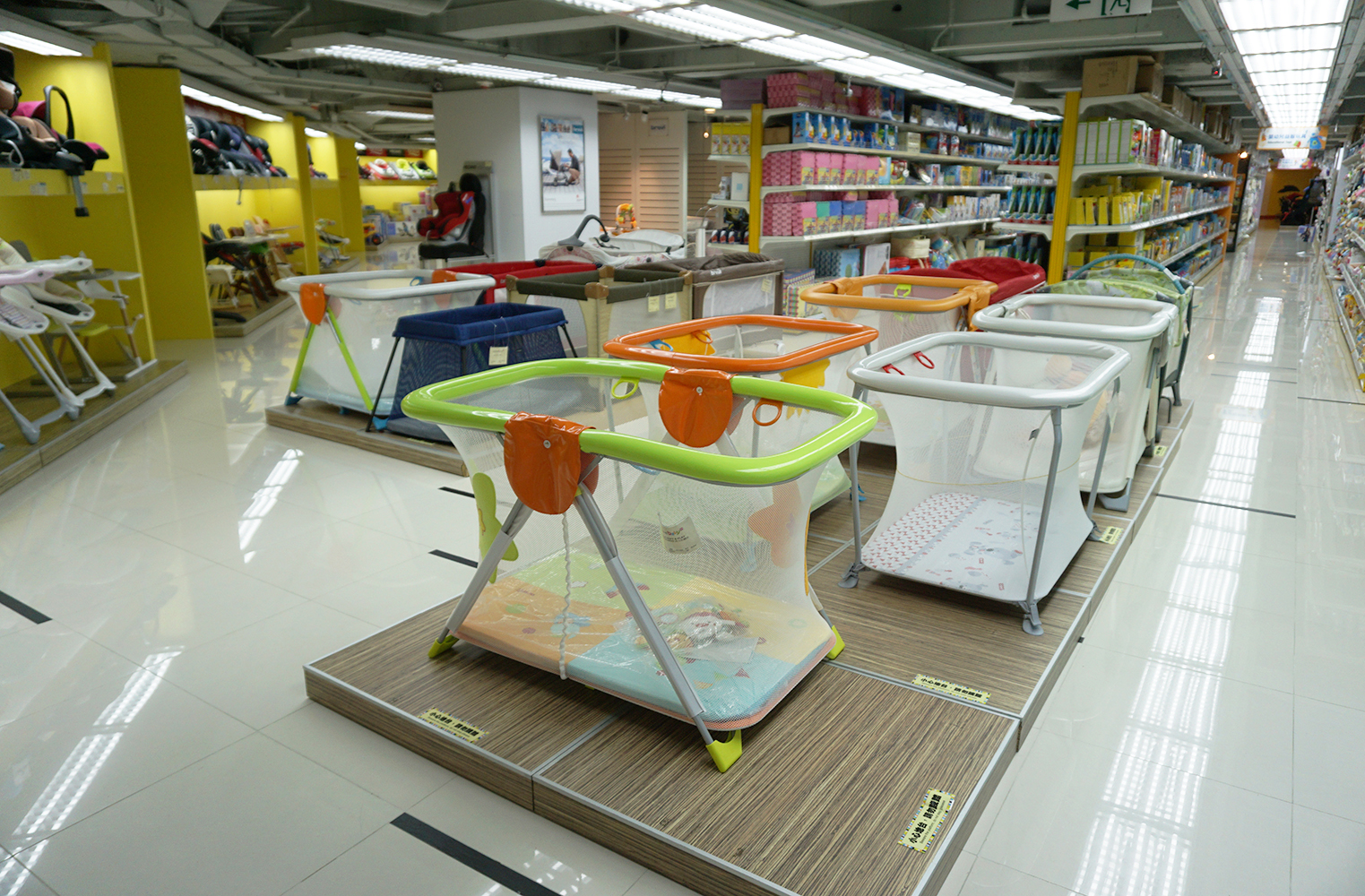
16樓荷花親子中心

## 軼聞
90年代起，網絡上開始流傳以假亂真的改圖及新聞，聲稱皇室堡94年曾經發生一宗駭人槍擊案，並轟動一時。其中片段為：「在那年当天中午时分，皇室堡商场的四楼一间珠宝行内，两名手持自动步枪的匪徒冲了进去，其中一名劫匪不由分说向一位男店员开了一枪，店员倒在地，众人大惊！....兩名匪徒劫持一名小童，孩子的爸爸衝了出來，請求匪徒放過自己的兒子...」等片段。雖然內容跟電影《國產凌凌漆》情節完全一樣，然而隨住時間流逝，使得不少人誤信該情節為電影改編自真人真事。
2020年6月21日，適逢父親節，香港政府所管理的社交媒體清潔龍阿德亦以此事惡搞澄清，指德仔爸爸並非其父親，只是同名同姓。

## 批評
在2008年香港地球之友舉行的「荒謬的燈」網上選舉中，皇室堡當選第一名。商場光度達10,000勒克斯，即一般辦公室亮度的20倍，沙田馬場跑夜馬時的3倍，如同白晝。
2022年12月23日，網民拍攝到劉鑾雄（大劉）聯同3名保鑣，以及分手8年的舊愛呂麗君陪同下現身皇室堡，期間多次指罵一名站在商場大柱前的中年男人，包括「快﹗走啦！使唔使搵人趕你呀？」，之後更說「你無做啲嘢阻住人啫，依家人哋...」。商場保安急步跑到現場，中年男人被拉走。

## 獎項
2011年度UA皇室戲院榮獲Asia Pacific Property Awards in association with Bloomberg Television 2011 ── “Best Leisure interior Asia Pacific” 及 “Best Leisure Interior Hong Kong” 獎項
2012年度優質建築大獎 ── 香港非住宅項目 [翻新及活化項目] 之優異獎
2012-2013年度第一屆經濟日報「我最喜愛商場選舉」之「兒童扮靚之選」獎項
「皇室堡x Rocky Byun 韓國重力平衝術」榮獲2013-2014年度第二屆經濟日報「我最喜愛商場選舉」之「全港25大我最喜愛商場活動」獎項
2014年度《Fashion & Beauty 流行新姿》 之「全城優質商場大賞2014」獎項
2014年都市盛世卓越市場策劃品牌大奬
「Hello Kitty 40週年誕生祭@皇室堡」榮獲2014-2015年度第三屆經濟日報「我最喜愛商場選舉」之「全港25大我最喜愛商場活動」獎項
2014年蘋果動新聞「動MALL王大獎2014」之十大我最喜愛動MALL王大獎

## 外部連結
- 皇室堡官方網站 （页面存档备份，存于）
- 皇室堡Facebook專頁 （页面存档备份，存于）
- 皇室堡Instagram專頁